# Oneca Velázguez
Oneca Velázguez was als echtgenote van Ínigo Íñiguez Arista koningin van Navarra. Zij was een dochter van Velasco, heer van Pamplona (-816).
Zij was moeder van:
Assona Íñiguez, die zou trouwen met Musa ibn Musa ibn Qasi (de halfbroer van zijn vader) en heer van Tudela en Huesca
García Íñiguez, opvolger van zijn vader als koning
Galindo Íñiguez, die vader werd van Musa ibn Galindo, heer van Huesca in 860, en in 870 vermoord in Córdoba
Nunhila (?), die de echtgenote van graaf García el Malo (de slechte) van Aragón werd